# Костёл Обретения Святого Креста и монастырь бернардинцев (Гродно)
 Костёл Обретения Святого Креста и монастырь бернардинцев  — архитектурный комплекс костёла и монастыря бернардинцев. Церковь является старейшим действующим католическим храмом в Гродно и одним из старейших на западе Беларуси. Находится на возвышении в центре города, так называемой Бернардинской горе.
Комплекс строился в период XVI—XVIII веков. В строительстве храма, вероятно, принял участие архитектор Антонио Паракка. Интерьер костёла декорировали Антоний Грушецкий и Пётр Сергиевич, а также, предположительно, Пьетро Перти и Джузеппе де Сакко.
Бернардинский храм является одним из наиболее значительных мавзолеев шляхты на территории Беларуси.
В костёле проводятся католические службы.
Здание монастыря занимает Межепархиальная высшая духовная семинария.

## История

### ВКЛ и Речь Посполитая
Монастырь, согласно публикациям историков, был основан по воле великого князя литовского (позднейшего короля польского) Александра Ягеллончика в 1494 году. До появления монастыря участок занимали так называемые королевские конюшни, которые обозначены как Stabyla Regia на гравюре Матеуса Цюндта, изобразившего город Гродно принимающим несколько иностранных посольств в 1568 году. На гравюре заметно длинное и приземистое здание конюшен. По мнению польской исследовательницы Дороты Куты конюшни, вероятно, позднее были переделаны в корпус бернардинского монастыря. Он, предположительно, использовался до строительства существующего корпуса. Однако в привилее правителя строения не упомянуты.

 Александр, милостью Божией великий князь литовский, русский и жемайтийский, господин и
наследник.
Во славу Всемогущего Бога, спасения и благополучия людей, возвышения католической веры на землях, подвластных нашему управлению, по закону, в нашем городе Гродно, участок или поле нашего стародавнего княжеского двора с огородом и садом в долине напротив реки Неман передаём и отдаём отцам ордена Св. Франциска, малым обсерватором, именуемым бернардинцами, на основание и строительство святыни и монастыря тех же братьев.
— Привилей Александра Ягеллона. Дан в Гродно, в 1497 году, в суботту перед первой неделей великого поста.
Активные строительные работы начались значительно позднее, якобы из-за препятствий созданных протестантскими представителями рода Радзивиллов. Автор бернардинской хроники сообщает:

 Давно, а точнее в лето Господне 1494, по просьбе всех шляхтичей всего Гродненского повета, во время правления Светлейшего короля Александра, отцы наши были приглашены занять это место, построить монастырь и церковь в городе Гродно. Убежденный просьбами, требованиями и благочестивыми желаниями сих шляхтичей, их настойчивостью и желаниями, Светлейший король Александр дал отцам нашим некоторый участок земли, который он также пожертвовал и завещал на вечные времена своим привилеем, как будет видно ниже. Однако из-за потомков Радзивилла, воеводы виленского, которые в то время были еретиками и занимали и правили этой землей, вступление наших отцов было отклонено и не было сделано. Напротив, это было отложено на долгое время, до правления
Стефана Батория и Сигизмунда III
— Kronika bernardynów grodzieńskich. Перевод с латинского из публикации H. Paulouskaya «Grodzieńskie kroniki klasztorne XVII i XVIII wieku.
Formy gatunkowe i aspekty komunikacyjne».
В конце XVI века бернардинцев приглашает настоятель фарного храма Канапацкий, после чего представители ордена отправляются в Гродно, чтобы «быть полезными этому знаменитому городу, заражённому болезнью разных схизм и ошибок».
Непосредственную передачу бернардинцам участка бывшего великокняжеского двора, где должен был стоять храм, совершила княгиня Анна Друцкая-Соколинская. Дарение было записано в акты Литовского трибунала:

 Перед нами, судьями Главного трибунала Великого княжества Литовского от воеводств, земель и поветов, в текущем 1595 году, явилась лично вельможная пани Анна Друцкая-Сокалинская, жена вельможного пана Петра Крашинского, засвидетельствовала и представила письма и свою запись на вечные времена, данные отцам-монахам ордена Св. Франциска, малым обсерваторам, обычно называемым бернардинцами, што не получая от них никакой платы, но по своей собственной воле и из рвения к расширению поклонения Богу, для основания и строительства монастыря и церкви, для хвалы и прославления Всевышнего Бога, а также для спасения душ, в городе господарском Гродно, дала, подарила и записала на вечные времена вышеназванным монахам участок земли размером с два морга. К нему принадлежит и сад покойного мещанина гродненского Матвея Тарасовича: после смерти того мещанина сад этот был передан в силу вечного права Юрию де Квардо Коррего, мужу вышеупомянутой вельможной пани, королевскому камергеру, Светлейшим Королём, благословенной памяти, Стефаном, со всеми его строениями, которые были на той земле и садом, — што более точно описано в документах Его Королевского Величества.
— Паўлоўская Г. Новая наратыўная крыніца па гісторыі кляштара бернардзінцаў. Беларускі археаграфічны штогоднік. Выпуск 9. 2008. С. 270.
Пожалованные земли утвердил папский легат, кардинал Энрико Каетани в 1596 году. В 1600 году дарению также подтвердил главный провинциал бернардинцев Франциск Соса, а в 1601, на сейме в Варшаве, король польский и великий князь литовский Сигизмунда III.
Каменный мужской монастырь возведён в период с 1595 до 1617 года. Наиболее щедрым меценатом храма стал король Сигизмунд, пожертвовавший 3200 злотых, вклады сделали Иероним Волович, давший 2200 злотых, и Лев Сапега, подаривший 1050 злотых. В числе меценатов находятся и другие представители рода Воловичей: Павел (100 злотых) и Андрей (100 злотых), а также князья Александр и Юрий Мосальские, давшие 1000 и 100 злотых соответственно, Андрей Война, подаривший 1000 злотых, Барбара Бадзинская, пожертвовавшая 800 злотых. Кроме того, шляхта, участвовавшая в войне со шведами и как раз находящаяся в Гродно, устроила сбор и дала 4000 злотых.
К 1600 году костёл уже был частично готов и его отразил на своей гравюре Томаш Маковский.
Храм и монастырь возводился из кирпича, сделанного на кирпичной фабрике (цигельне), подаренной бернардинцам шляхтичем Андреем Эйсмонтом в 1614 году. Фабрика привлекла внимание гродненских иезуитов, вступивших в длительный конфликт с бернардинцами. В итоге, в 1654 году фабрику присудили иезуитам.
Храм был освящён 13 мая 1618 года, виленским епископом Евстафием Воловичем.
В первой половине XVII века строительство несохранившихся алтарей храма финансировали представители шляхетских семей Андрей Вильковский и Марина Длуская.
В 1656 году бернардинские строения получили сильные повреждении в результате действий солдат московской державы. В это же время в монастыре было более 30 монахов. Среди братии имелось трое проповедников, один из которых проповедовал самим бернардинцам, другой монашкам бернардинкам, чей монастырь был по соседству, а третий монашкам бригитткам. Среди бернардинцев находилась пара лекторов философии. В монастыре хранилась библиотека. В сокровищнице бернардинцев находилось много ценных украшений и серебряной посуды.
В XVII—XVIII вв. в монастыре происходили сеймики шляхты. Традиционно для тех лет они сопровождались жаркими спорами и даже драками. В результате столкновений шляхты страдало и костёльное имущество. Известно, что в 1715 году гродненским бернардинцам признали компенсацию в 300 злотых за поломанные скамьи.
Костёл перестраивали во второй половине XVII века. Во время этих работ был создан барочный фасад здания.
В 1752 году костёл, ещё имевший несохранившийся ансамбль алтарей в интерьере, осмотрел немецкий путешественник Вильгельм Шлемюллер и отметил:

 Романский фасад. Тринадцать алтарей, украшенных блестящей позолотой. Многочисленные и замечательные надписи старых литовских вождей, которые мы не можем записать из-за нехватки времени.
— Вильгельм Шлемюлер «Дневник путешествия на сейм в Гродно» Перевод из книги Е. Асноревского «Гродно — столица, которая осталась».
После пожара 1753 года, храм снова отстраивали. К тому времени он имел звонницу, расположенную справа от главного фасада. Её было решено надстроить. Во второй половине XVIII века храм получил интерьер в стиле переходном от барокко к классицизму.

### Российская империя, Вторая Речь Посполитая, СССР, Республика Беларусь
В 1853 году монастырь был закрыт властями, однако костёл продолжал действовать.
В 1894 году в храме венчались писательница и нобелевская номинантка Элиза Ожешко и гродненский адвокат Станислав Нагорский.
В 1919 монастырь возвращён католической общине.
По сведениям гродненских историков, в 1926 году в здании монастыря действовали восьмиклассная гимназия и семиклассная (бернардинская) школа № 3.
Здание монастыря было конфисковано властями в 1940 году, после присоединения Гродно к БССР. В ходе боевых действий Второй мировой костёл пострадал не очень значительно и позднее был восстановлен, однако многие элементы бернардинского комплекса, в частности, ограда и барочные ворота были почти полностью утрачены.
В советское время в здании размещались управление судебной медицины с многочисленными отделами, лабораториями, кабинетами, а также библиотекой, архивом, актовым залом и иными служебными помещениями.
В 1990 году здание монастыря вернули католической общине, благодаря стараниям епископа Тадеуша Кондрусевича. Там находится Высшая духовная семинария. Костёл — действующий.

## Здание храма
Храм представляет собой базилику. Длинна костёла вместе с церковным крыльцом, так называемой крухтой, от входа до конца контрфорса апсиды, составляет приблизительно 68 метров. Храм имеет наибольшую длину среди всех исторических церквей страны. Максимальная ширина храма — более 26 метров. Высота колокольни вместе с крестом приблизительно 60 метров.

### Экстерьер
Внешний облик комплекса несёт в себе черты готики (апсида), ренессанса и барокко.
Главный фасад решён строго и изящно. Щипец храма декорирован коринфскими пилястрами и тремя нишами со скульптурами, в верхней части он завершается треугольным фронтоном. Массивные пилоны, ограничивающие щит, увенчаны простыми барочными вазами. Фасад храма не вполне симметричный так как зодчий, во время реконструкции, стремился вписать его в предыдущую структуру.
Колокольня находится справа от костёла. Ярусы башни храма постепенно сужаются кверху. Звонницу украшают изломанные барочные карнизы, колоны, пилоны и вазы. Пластика колокольни продуманная и утончённая, создаёт узнаваемый образ городской высотной доминанты. В нижнем ярусе звонницы имеется заштукатуренный руст. Основываясь на стилистическом анализе, верхние ярусы колокольни приписывают крупному мастеру виленского барокко, итальянцу Антонию Паракка (Antonio Paracca).
Несмотря на различие отдельных частей, в целом храм представляет собой произведение большой художественной силы.
- Храм в начале XX века.
- Костёл и монастырь в первой половине XX века.
- Повреждённый храм во время Второй мировой войны.
- Храм в 2007 году.
- Храм в 2011 году.

### Интерьер
Интерьер датирован XVII—XVIII веками. В его оформлении выделяется обилие скульптуры и живописи. Стиль алтарей представляет собой переход от барокко к классицизму. Их художественное решение отличает, с одной стороны — чёткость и строгость
классицизма, с другой — ощутимое желание создать более экспрессивные, текучие формы, при помощи дуговых завершений верхнего яруса и несколько хаотичных гирлянд в духе барокко. Эффектно смотрятся рельефные стукковые панно, которые выступают
доминантами верхних ярусов всех алтарей, кроме главного. Панно представляют крестный путь.
Главный, полукруглый алтарь центрального нефа декорирован коринфскими колонами и пилястрами, рядом с которыми
размещены круглые скульптуры и четыре медальона с головами львов. Венчают аттик алтаря 5 скульптур, полных барочной экспрессии. Центральная скульптура аттика, наиболее крупная в верхнем ярусе алтаря, представляет Бога Отца. Вокруг распятия в главном алтаре находятся 3 скульптуры. Слева скульптура Матери Божией, справа Св. Иоанна Евангелиста, и позади, на коленях, Св. Марии Магдалины, обнимающей крест. Немного поодаль, справа, скульптура Св. Доминика, основателя ордена доминиканцев. Чуть поодаль, слева, основатель ордена францисканцев, Св. Франциск Ассизкий.
Всего в главном зале и капеллах нартекса расположены 13 алтарей.
Справа от главного алтаря алтарь Св. Франциска, затем главный алтарь правого нефа Матери Божией Непорочного Зачатия, алтарь Св. Антония Падуанского, Св. Бонавентуры, Св. Петра Алькантрийского и в правой от входа капелле расположен восстановленный алтарь Иисуса.
Слева от главного алтаря находится алтарь Св. Анны, затем главный алтарь левого нефа Матери Божией Сокальской, алтарь Преображения Господня, Св. Яна Непомука, Св. королевича Казимира и в левой капелле, ранее известной как капелла Св. Варвары, находится алтарь Матери Божией Лоретанской. Вход в Лоретанскую капеллу со стороны левого нефа оформлен стукковым порталом, декорированным скульптурой Св. Варвары. Святую можно узнать по чаше в руке.
Примечательна также роспись храма, в частности, ряд гербов вверху центрального нефа. Всего гербов 16, по 8 с каждой стороны. Ближе всего к алтарю, с обеих сторон, размещены гербы ВКЛ и Польши. Кроме того, стены центрального нефа украшают гербы меценатов храма и значительных шляхетских родов Гродненского повета: Сапег, Воловичей, Мосальских, Александровичей, Сципио-дель-Кампо, Эйсмонтов и других С правой стороны, вблизи от входа, помещён олень Св. Губерта (Евстафия). Над гербами, в нишах аркатурного пояса, находится галерея из портретов религиозных и политических деятелей. В краеведческих публикациях широко распространена неверная информация о количестве изображений (якобы их по 12 с каждой стороны). На самом деле с каждой стороны размещены 19 портретов.
- Скульптурный декор алтаря Св. Антония Падуанского.
- Аттик главного алтаря и скульптурная отделка сводов.
- Фрагмент декора Лоретанской капеллы.
- Портал Лоретанской капеллы.
- Путти на потолке Лоретанской капеллы.

Сохранились деревянные расписные двери, ведущие в монастырские корпуса. Ценность представляют также деревянные подсвечники, в стиле рококо, напоминающие «Трубы» — герб рода Радзивиллов. На основании сходства делается догадка о том, что ранее подсвечники находились в каком-то из радзивиловских дворцов Гродно.
Орган XVII века храма был декорирован в стилистике барокко. Структура инструмента включала 5 мощных многогранных башен, увенчанных скульптурами
Большой тимпан центрального нефа, размещённый над проёмом апсиды, ранее был занят росписью «Вознесение Девы Марии», под героями этой фрески, помещался медальон с наименованием старинного музыкального рефрена Ave Regina Сaelorum (Здравствуй Королева Небес). Ещё в начале XX века тимпан имел именно эту роспись, но позднее её заменили на другое изображение сцены Вознесения. Авторство первого варианта приписывают
Антонию Грушецкому, а второго Петру Сергиевичу.
Кроме росписи в тимпане нефа, живописные украшения имели пилястры, своды и хоры.
Амвон и исповедальни выдержаны в стиле переходном от барокко к классицизму.
В интерьере особо выделяется скульптурное убранство Лоретанской капеллы, созданное, согласно некоторых гипотез, артелью выдающегося скульптора Пьетро Перти.
Автором всего единого высокохудожественного ансамбля интерьера, созданного в XVIII веке, предположительно является Джузеппе де Сакко.
- Общий вид интерьера.
- Фреска «Вознесение Девы Марии».
- Главный алтарь левого нефа.
- Интерьер костёла в начале XX века.
- Утраченный орган храма.

## Захоронения и памятные доски в храме
Гродненский костёл бернардинцев является одним из наиболее значительных мавзолеев шляхты на территории Беларуси. Согласно исследований специалистов в храме похоронены многочисленные представители магнатских, сенаторских и шляхетских семей, в том числе члены титулованных родов. Память о многих из них сохранялась так называемыми надмогильными хоргувями (chorągwie nagrobne), размещёнными в храме (не сохранились). В костёле среди прочих похоронены:
- Андрей Станислав Сапега — каштелян виленский, сенатор. Представитель магнатского рода Сапег. Сын выдающегося полководца Петра Яна Сапеги. Участник многочисленных битв, в частности Битвы под Хотином (1621). Предводительствовал собственной гусарской хоругвью (150—200 сабель). Скончался 25 марта 1645 года.

- Братья Ян Доминик и Николай Сапеги — сыновья кухмистра ВКЛ Николая Михайловича Сапеги, братья Фредерика Сапеги. Скончались в первой половине XVII века. Николай был умственно неполноценным, Ян Доминик занимал должность королевского секретаря.
- Регина (Раина) Волович — представительница магнатского (с конца XVIII века графского) рода. Первая жена основателя гродненского монастыря францисканцев Евстафия Курча. Скончалась в 1631 году.
- Богдан Петрович Хрептович — представитель магнатского рода, светский референдарий ВКЛ. Скончался в 1610 году.
- Игнацы Хрептович — сын последнего канцлера ВКЛ Иоахима Хрептовича. Умер в Гродно, в 1793 году.
- Князь Григорий Фёдорович Масальский — представитель княжеского рода Масальских (во второй половине XVIII века род входил в число главных магнатских семей ВКЛ). Подкоморий гродненский. Имел семейную крипту в костёле бернардинцев.

- Князь Александр Масальский — вероятно сын князя Фёдора Ивановича Масальского, гродненского маршалка. Скончался в 1614 году.
- Ян Липский — представитель польского магнатского рода герба «Грабе». Скончался в возрасте 23 лёт, 27 сентября 1643 года.
- Кшиштоф Сципио-дель-Кампо — провинциал[англ.] ордена бернардинцев. Представитель итальянского рода (в XVIII веке род поднялся до ранга магнатерии), выводившего своё происхождение от знаменитого римского полководца Сципиона. Чрезвычайно активный и важный деятель бернардинского ордена, внесший большой вклад в его развитие. В гродненском монастыре оказался, однако, в результате ссылки, ставшей наказанием за растрату денежных средств. Скончался в 1649 году.
- Юрий Сципио-дель-Кампо, похороненный вместе с братьями Яном и Александром — занимал должности в Гродненском повете. Скончался в 1623 году.
- Ян Владислав Александрович — представитель сенаторского рода (с 1800 графского). Маршалок гродненский. Маршалок Трибунала ВКЛ. Воевал в валашском походе Яна Замойского (1600 год) под предводительством Яна Кароля Ходкевича. Скончался 7 ноября 1644.
- Член рода Александровичей, предположительно Стефан Евстафий Александрович — сенатор, каштелян новогородский. Активный участник политической жизни Речи Посполитой. Один из самых богатых собственников недвижимости в Гродно. Скончался 23 сентября 1700 года.
- Текля из Кирдеев Александрович — дочь сенатора, троцкого каштеляна Яна Казимира Кирдея, жена сенатора, новогородского каштеляна Стефана Евстафия Александровича.
- Кристина из Барановичей Тыминская — происходила из сенаторского рода Барановичей герба Юноша. Похоронена (1736 год) вместе с мужем, гродненским скарбником Юзефом Тыминским. Пожертвовала костёлу 1000 злотых.
- Матей Тадеуш Эйсмонт — представитель богатого шляхетского рода, стольник гродненский. Активно участвовал в экономических реформах края. Владел домом вице-администратора. Вместе с ним похоронены его супруга Виктория Волковицкая (1758—1793) и девять детей Матея (предположительно, 10-м похороненным является Алоизий Эйсмонт, финансировавший установку надгробия). Скончался в 1805 году.
- Представители родов средней шляхты Гродненского повета, среди прочих Михаил Рабей Гнойницкий (умер в 1644 году) и Станислав Сапотько герба Сырокомля, (подсудок гродненский, скончался в 1633 году).
- Ян Жаливский — представитель польского сенаторского рода, брат Каспера Жаливского, виленского архидьякона, каноника познаньского и поэта эпохи барокко. Скончался в 1614 году.
- Иераним Каковский — бернардинец, представитель разветвлённого рода польской шляхты. Скончался в 1650 году.
- Предположительно, в храме похоронен бернардинец Франтишек Лекшицкий[пол.] — происходил из польского шляхетского рода герба Варня, «популярнейший представитель польской барочной живописи»[19].
- Лукаш Грудинский — бернардинец неустановленного происхождения. Прославился изгнанием демонов из людей и другой борьбой со сверхъестественными сущностями. Скончался около 1620 года.

В храме также находятся памятные доски. Среди них:
- Эпитафиальная доска Анджея Кланицкого герба Незгода и его жены Анны из умалившегося княжеского рода Полубинских, поставленная Иозефатом Михаилом Кланицким и его женой Констанцией Юндзилл. Внизу доски гербы Незгода и Лебедь.
- Эпитафиальная доска Текли из Кирдеев с рифмованным текстом.

Эпитафия Текли:

Здесь Александровича каштеляна жена новогородского,
Текля из Кирдеев положена.
Погребение в костёльных сенях выбрала.
Что смирение в Небо входом является знала.
Оригинальный текст (пол.) Tu Aleksandrowiczowa Kasztelana Żona
Nowogródzkiego, Tekla z Kierdetów Złożona
Pogrzeb w Kościelnym Sobie Przysiaku Obrała
Że Pokora do Nieba Weysciem Iest Wiedziala

- Эпитафиальная доска Юзефа Маркевича, руководителя гродненской школы землемеров, «талантливого геометра»[20] и картографа, с рифмованным текстом.

Фрагмент текста с доски Маркевича:

Таким был в сердце.
Таким для всех был.
Правду без злости и боязни говорил.
Те, которые на его добродетели вырастали.
Это свидетельство ему верно написали.
Оригинальный текст (пол.) Takim był w sercu
Tak się wszystkim stawiał
Prawdę bez złości i bojaźni mawiał
Ci którzy z cnót się jego budowali
To mu świadectwo wiernie napisali.

- Эпитафиальная доска витебского подчашия Антония Жоравского.
- Эпитафиальная доска Эйсмонтов.
- Памятная доска писательнице, нобелевской номинантке Элизе Ожешко.
- Доска в честь освещения храма, с гербом виленского епископа Евстафия Воловича.

Текст памятной доски в честь освещения храма:

Для большей славы самого прекрасного и могущественного Бога.
В год спасения 1618,
13 мая.
Этот недавно построенный храм, под титулом Обретения Святого Креста, вместе с главным алтарем был освящен выдающимся и достопочтенным господином Евстафием Воловичем, Милостью Божией и Апостольского Престола, епископом Виленским, защитником и хранителем Ордена братьев меньших наблюдателей. Годовщина освящения приходится на четвёртое Воскресенье после Пасхи. И всем, кто посетит храм в этот день, яснейший[епископ] дарует сорокадневное отпущение грехов.Оригинальный текст (лат.) A(d) m(aiorem) D(ei) t(er) o(ptimi) m(aximi) g(loriam)
Anno salutis MDCXVIII
Die XIII mensis maii Templum hoc sub titulo Inventionis S(ancti) Crucis erectum, una cum altari
maiori ill(ustri)s(si)mus ac r(evere)nd(i)s(si)mus d(ominus) Eustachius Wołłowicz, Dei et ap(osto)licae sedis gra(ti)a ep(iscop)us Vilnen(sis), protector ac patronus ord(ini)s f(ratrum) minor(um) de observantia, consecravit. Anniversariae dies dedicationis incidit in dominicam IV post Pascha. In qua visitantibus templum hoc, ill(ustri)s(si)mus indulgentiarum dies XXXX concessit

## Монастырский корпус
С правой стороны от храма находится двухэтажный монастырский корпус с внутренним двором. Здание имеет сложную конфигурацию. Стены монастыря со стороны главного фасада расчленены своеобразными пилонами-пилястрами. Восточное и южные крылья выделены ризалитами. Ризалиты завершают треугольные фронтоны с арочными окнами. Планировка коридорная.
- План монастырского корпуса.
- Готические нервюрные своды монастыря.

## Другие постройки комплекса
На территории комплекса располагались также другие архитектурные объекты, некоторые из которых были позднее утрачены. Среди несохранившихся построек ограда с фигурной барочной брамой, расположенной слева от главного входа в храм. Брамных проёмов в ограде, судя по плану 1804 года, было 4.
Небольшое здание на краю обрыва, расположенное в юго-западном углу площадки монастыря является перестроенным туалетом, который был ранее соединён с основным монастырским зданием.
Монастырский сад, регулярной планировки, размещался справа от костёла. Перед главным фасадом святыни, находилось бернардинское кладбище.
На плане 1804 года подписано больше 20 объектов. Бернардинцы имели собственную кузницу и мельницу, выращивали овощи на огородах и использовали собственную пивоварню.

## Стеклянный дворец
Во второй половине XVII века ведущий политический и военный деятель ВКЛ Михаил Казимир Пац построил на землях бернардинцев так называемый Стеклянный дворец. Предполагается, что строение имело огромные окна, занимавшие значительную часть площади стен. В ночной темноте дворец светился изнутри, благодаря большому количеству зажжённых в комнатах свечей.
После смерти Паца бернардинцы стали хозяевами здания и продали дворец Казимиру Яну Сапеге. Договор членов ордена с Сапегой якобы предусматривал возврат резиденции после смерти хозяина. Но Сапеги оставили дворец себе. После Казимира Яна дворцом владел Ежи Станислав Сапега. Резиденция принимала судебные заседания. Вероятно, была уничтожена в большом городском пожаре 1753 года.

## В искусстве

### Живопись и графика
- Храм показан в работах художников Юзефа Пешки, Наполеона Орды, Зыгмунта Буйновского, Люции Балзукевич.

- Ю. Пешка. Вид Гродно. Справа костёл бернардинцев (около 1800 года).
- Н. Орда. Костёл бернардинцев (60-е годы XIX века).
- Н. Орда. Костёл бернардинок на фоне костёла бернардинцев (60-е годы XIX века).
- Гравёр М. Рашевский. Панорама Гродно из книги К. Случевского "По Сѣверо-Западу Россіи".
- З. Буйновский. Костёл бернардинцев в Гродно (до 1927 г.).
- Л. Балзукевич. Костёл и монастырь бернардинцев (1934).